# Musée des 24 Heures du Mans
Le musée des 24 Heures du Mans (depuis 2017), créé en 1961 sous le nom de « musée automobile de la Sarthe », puis renommé « musée des 24 Heures - Circuit de la Sarthe » en 2009, est un musée français consacré à la course automobile situé près de l'entrée principale du circuit des 24 Heures, au Mans.

## Présentation
Construit sur 6 500 m2 (dont 5 000 m2 d'exposition), le bâtiment regroupe une collection de véhicules dont une quinzaine victorieux de l'épreuve mythique des 24 Heures du Mans. La spécificité du musée est d'axer sa collection sur les véhicules de compétition, avec environ quarante voitures de course dont certaines parfois issues directement de la  piste voisine. Composé de six sections, le musée expose cent-vingt véhicules mais assez peu de motos. Il présente, outre l'histoire de l'automobile en général, du circuit et de la course, ses héros, ses acteurs, son essor et ses coulisses.
Outre les autos de courses, figurent  les modèles originaux de plusieurs voitures Bollée et la De Dion Bouton Dog Cart de 1885, unique modèle à vapeur possédé par un musée privé.
Il est ouvert aux voitures de collection particulières. Des véhicules sont prêtés par leurs propriétaires ainsi que par des constructeurs.
Le musée propose des visites guidées et des ateliers artistiques pour enfants dans un souci de développement et d'ouverture plus large au grand public. Des animations culturelles et pédagogiques complètent, avec les visites guidées, la boutique et les expositions temporaires, les offres proposées.
Une collection de 4 236 voitures miniatures au 1/43e représentant toutes  les autos ayant participé à la course depuis 1923 et plusieurs dioramas historiques sont présentés.
Un atelier est intégré au musée permettant de voir les véhicules en cours de restauration.
En 2017, la fréquentation a été de 96 500 visiteurs

## Histoire
Le musée a été créé en 1961 à l'initiative de l'Automobile Club de l'Ouest et du Conseil général de la Sarthe. Initialement, il se situait au sein même du circuit dans le «village» où se trouvent, lors des courses, les boutiques des constructeurs, fournisseurs, et équipementiers. Le Mans est un lieu mythique pour l'automobile, site du premier Grand Prix automobile de France en 1906. Dans la lignée de la famille Bollée, les premières voitures sont collectées dès les années 1960. Des particuliers, des écuries de course, et de grandes marques automobiles font don de leurs véhicules, comme le 8 mars 2016 quand l'écurie IMSA Performance avec la Matmut offrent une Porsche 911 GT3-RSR, modèle le plus représenté sur la grille de départ. C'est la 110e automobile appartenant à l'ACO. La plupart des modèles exposés appartiennent à l'ACO, puis au Conseil général.
Les bâtiments du musée ont été inaugurés en 1991 sous l'égide de l'architecte Stéphane Barbotin. La structure principale se veut « infléchie, espacée et tendue ». La couverture en aluminium, en forme d'aile d'avion, est sous-tendue par vingt-huit poutres tubulaires en acier.
En 2016, l'ACO rachète le musée au département pour en faire le point de départ d'un projet de parc de l'automobile après son réaménagement,.
En 2023, après une exposition spéciale dédiée au centenaire de l'épreuve, la surface d'exposition double et est complétée par une  plateforme extérieure baptisée « Plateforme Dunlop ».

## Galerie

Les premières autos
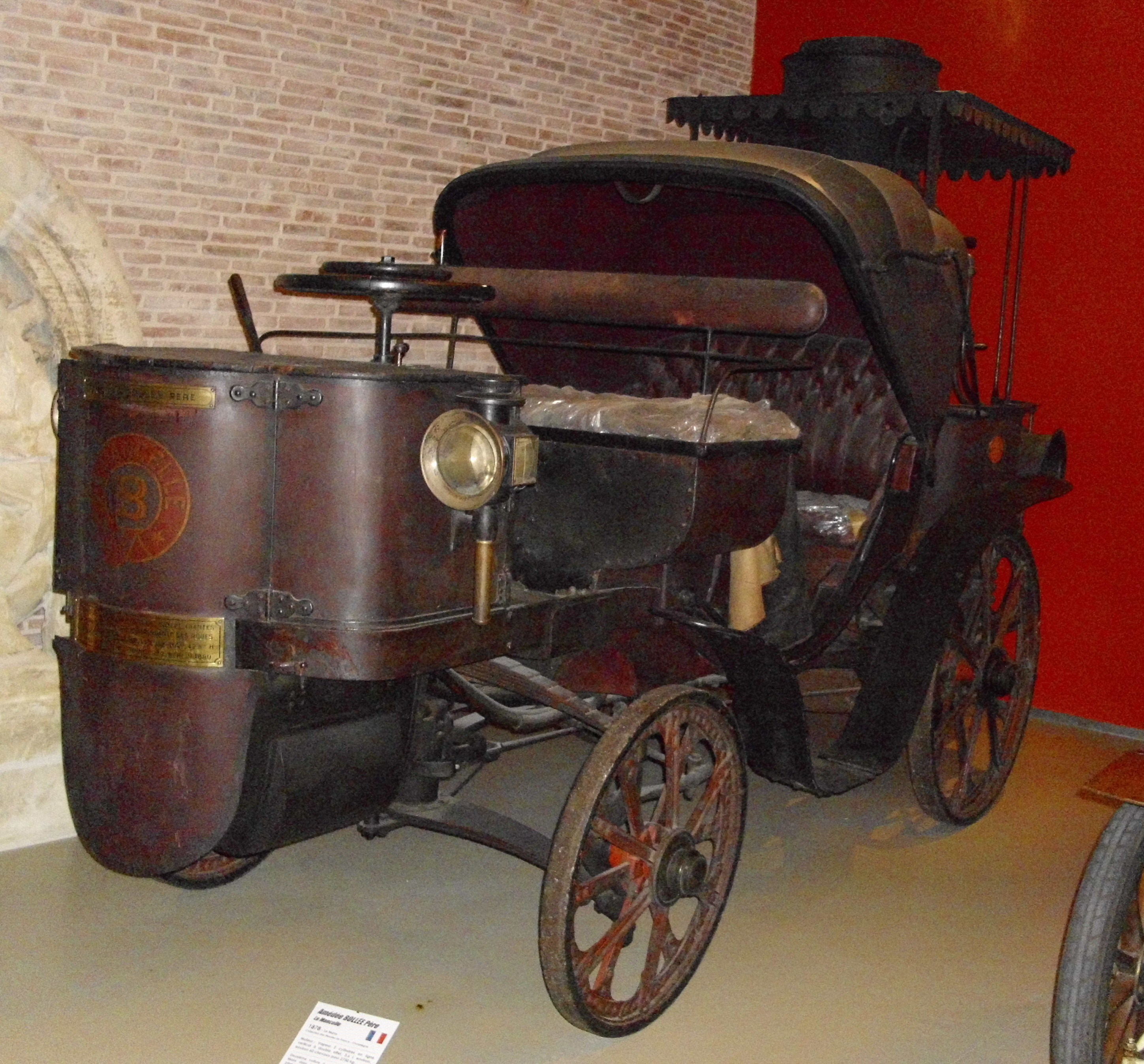
La Mancelle (1878).
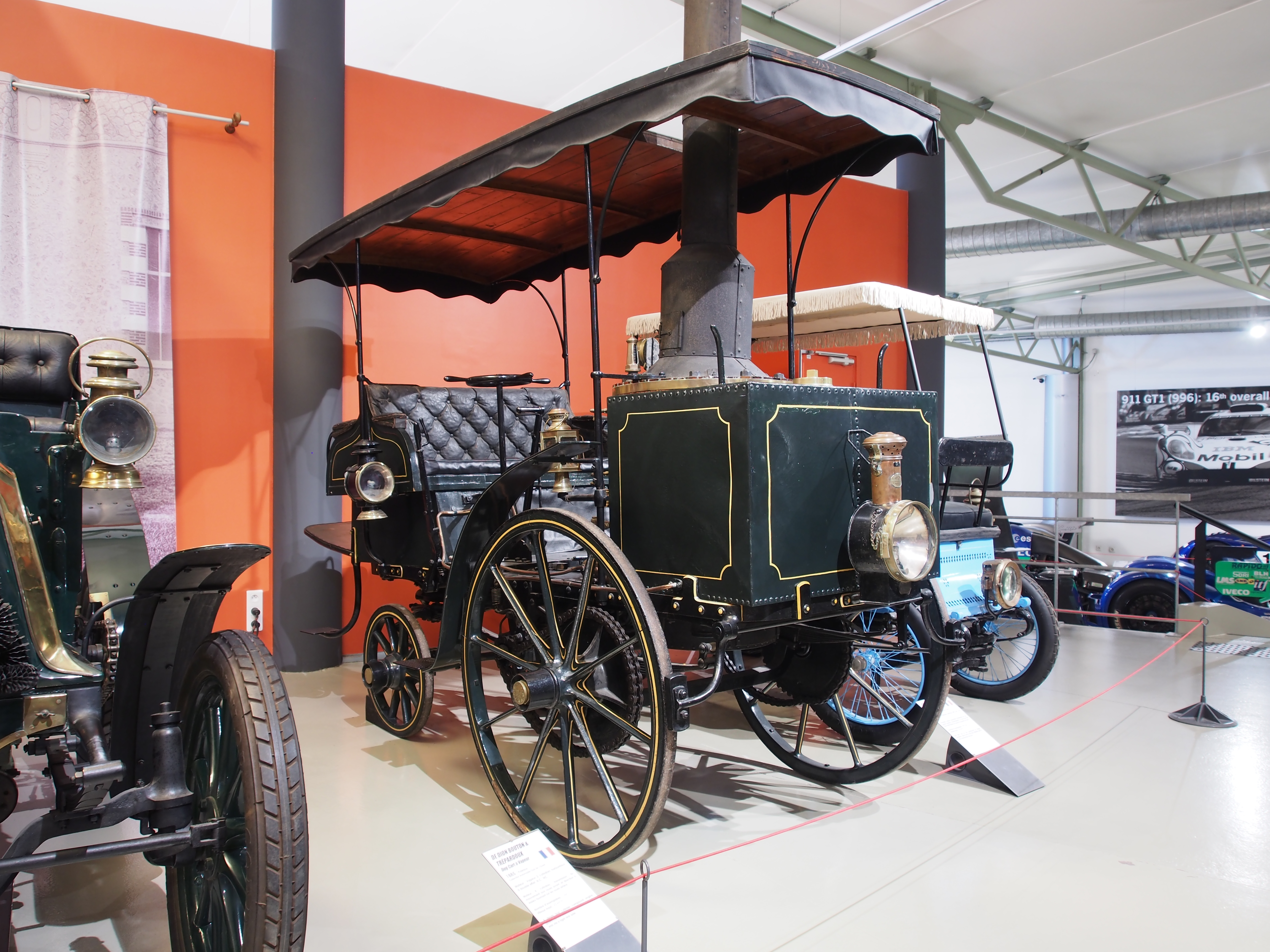
De Dion-Bouton & Trépardoux Dog Cart à vapeur.
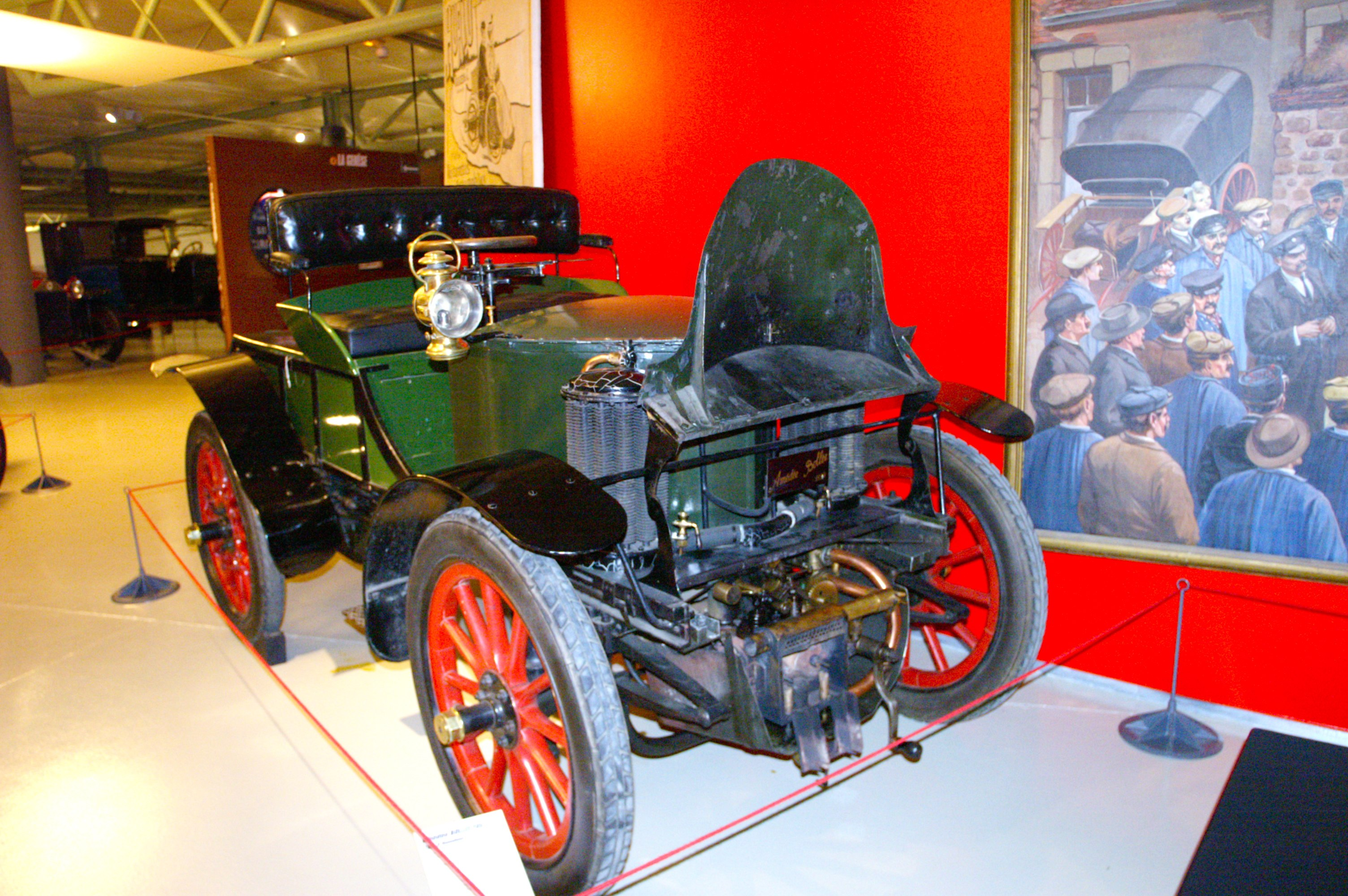
Une Amédée Bollée Type D Runabout.
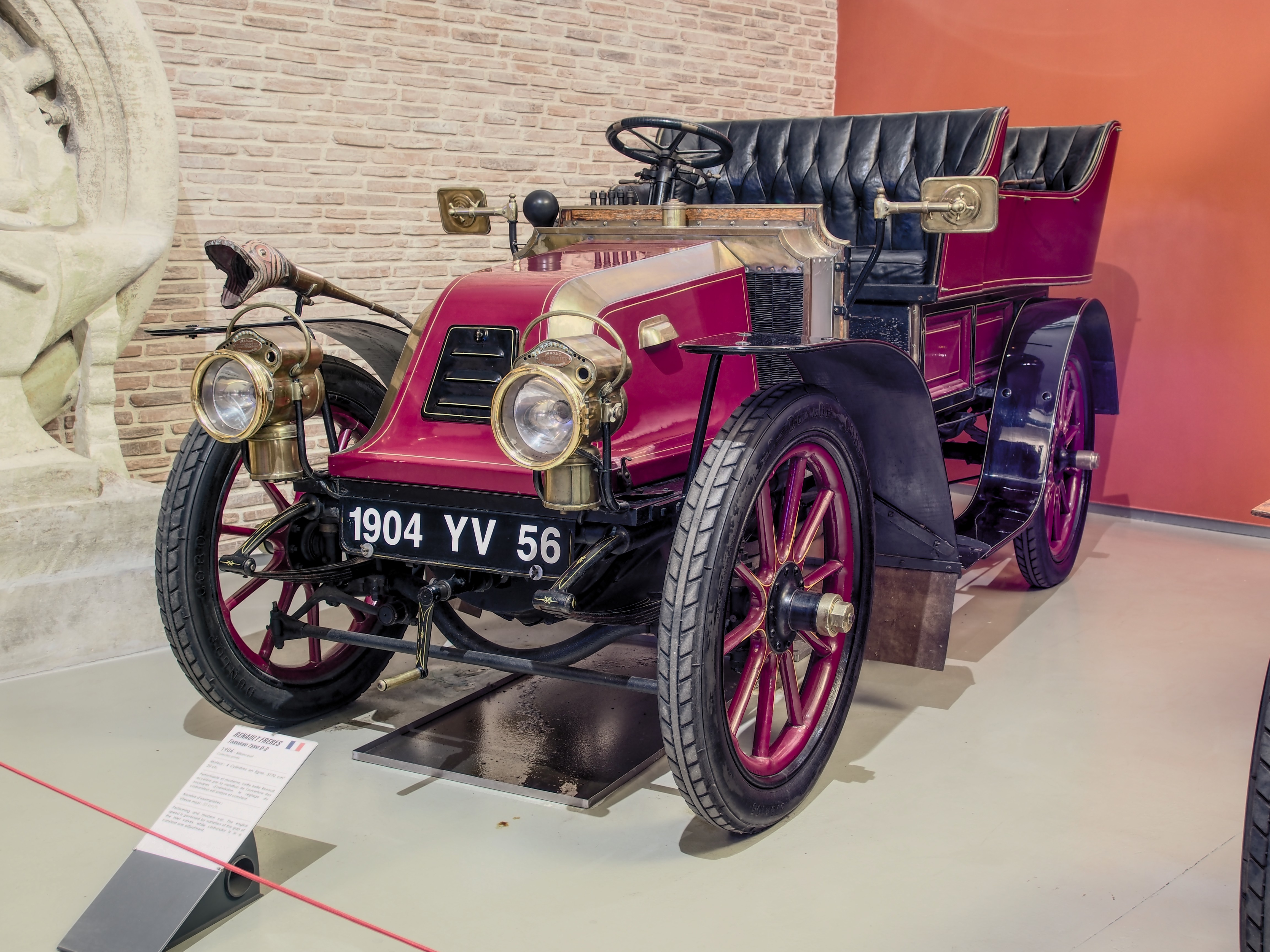
Une Renault Frères / Tonneau Type U-D 4-cylindres de 3 770 cm3 (1904).

Les « locales »
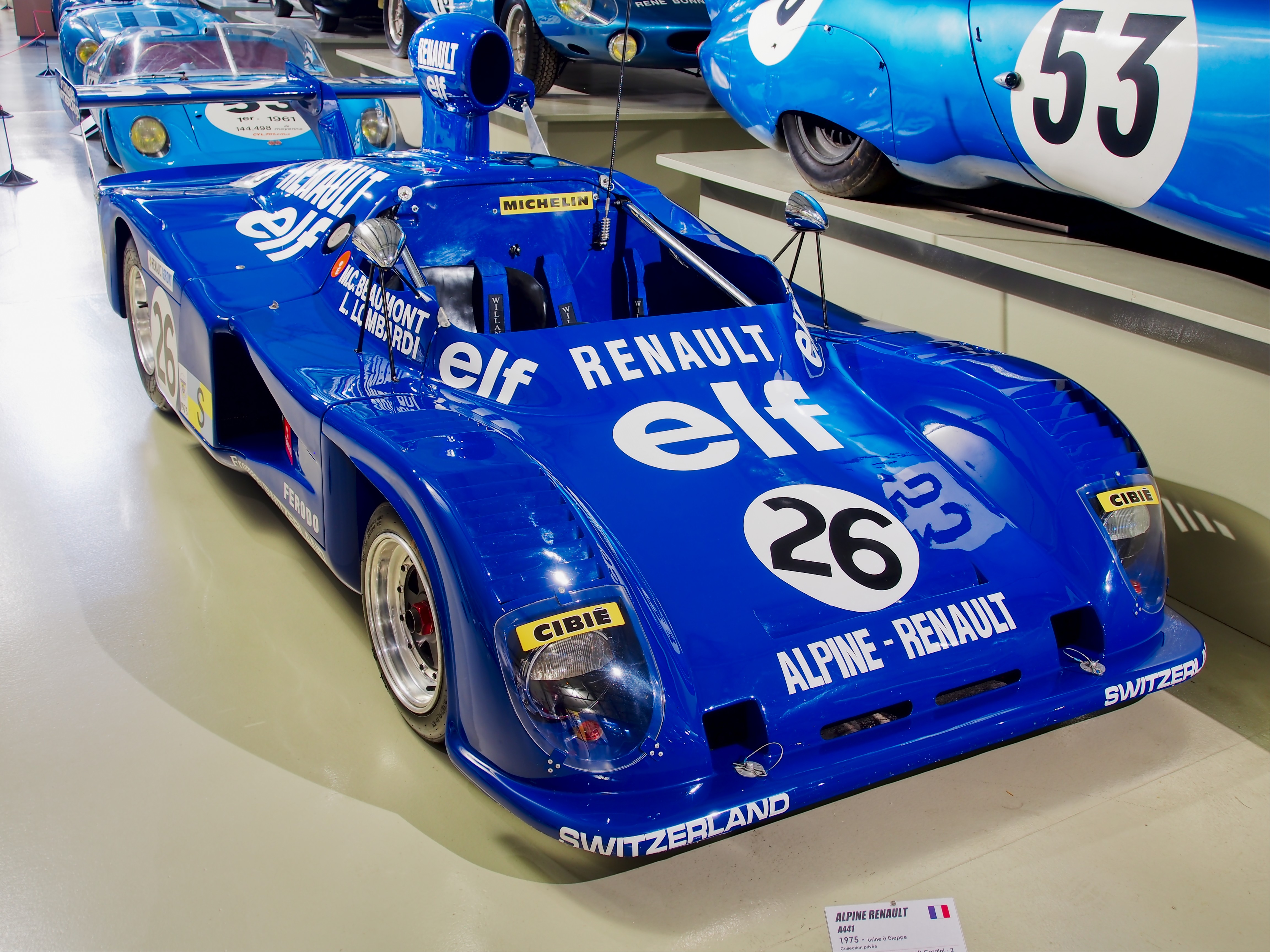
Alpine Renault A441 Renault-Gordini V6 2ACT 1 997 cm3 (1975).
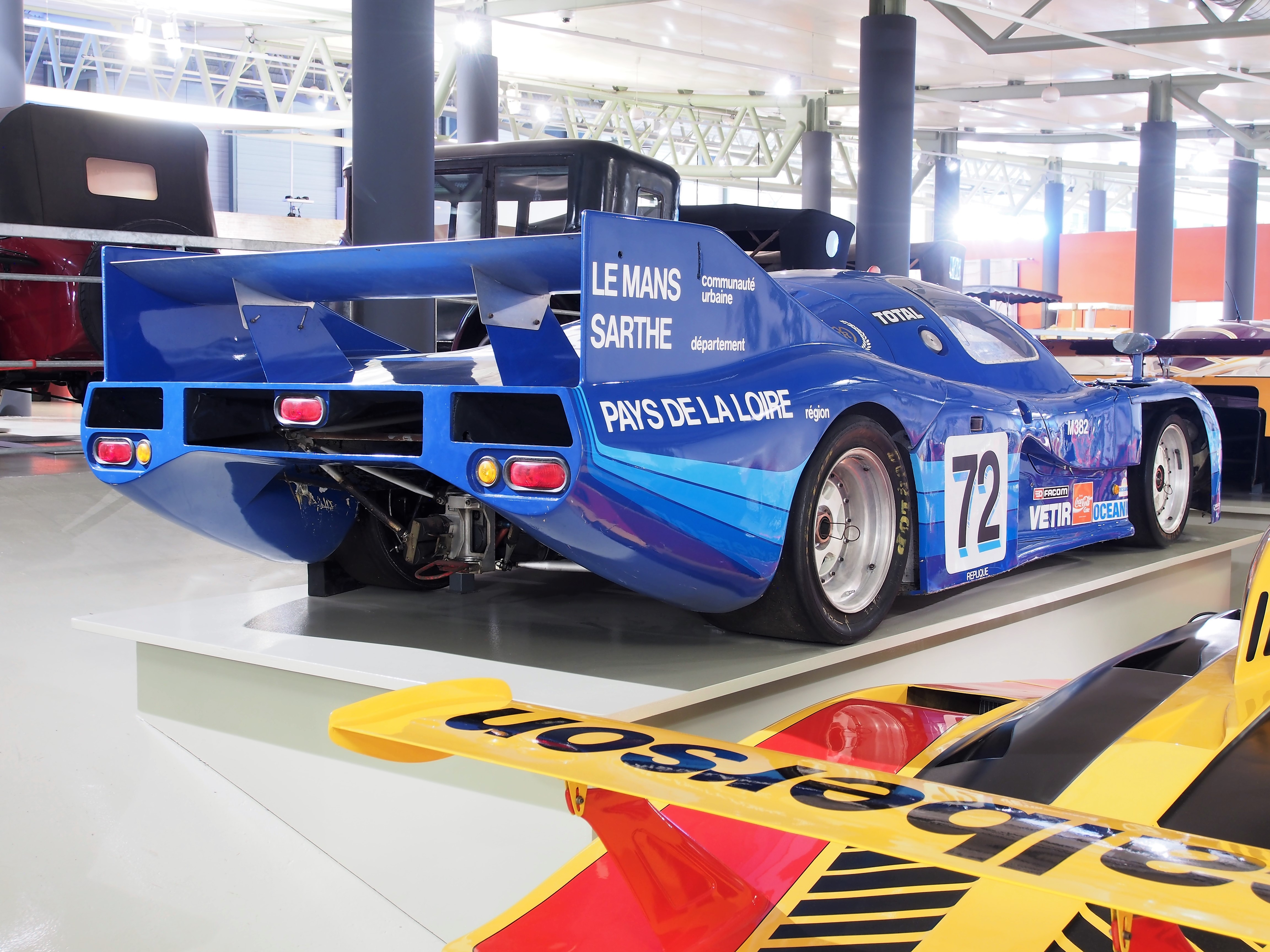
Rondeau-M382-Cosworth.
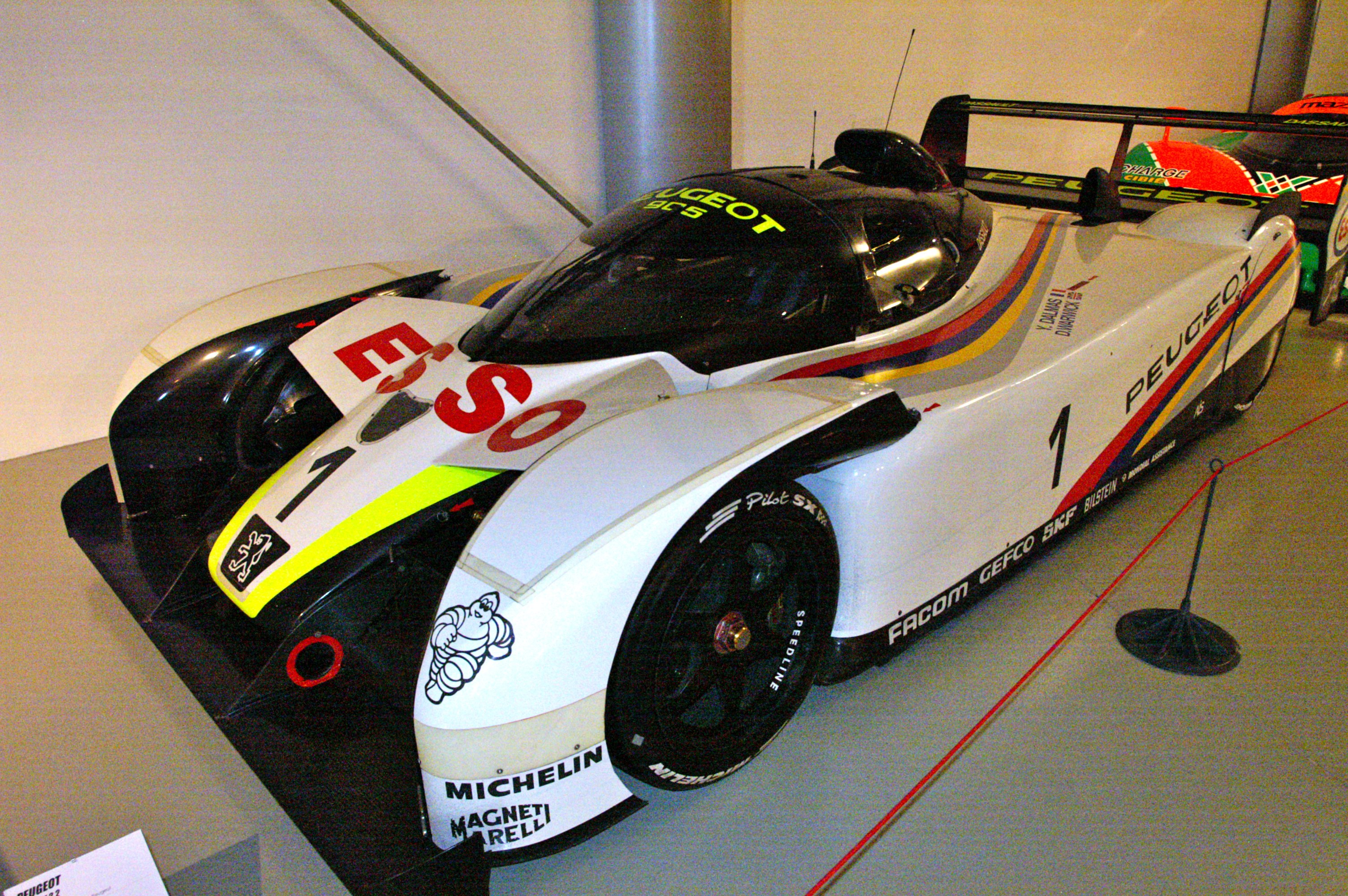
Une Peugeot 905 Evo2.
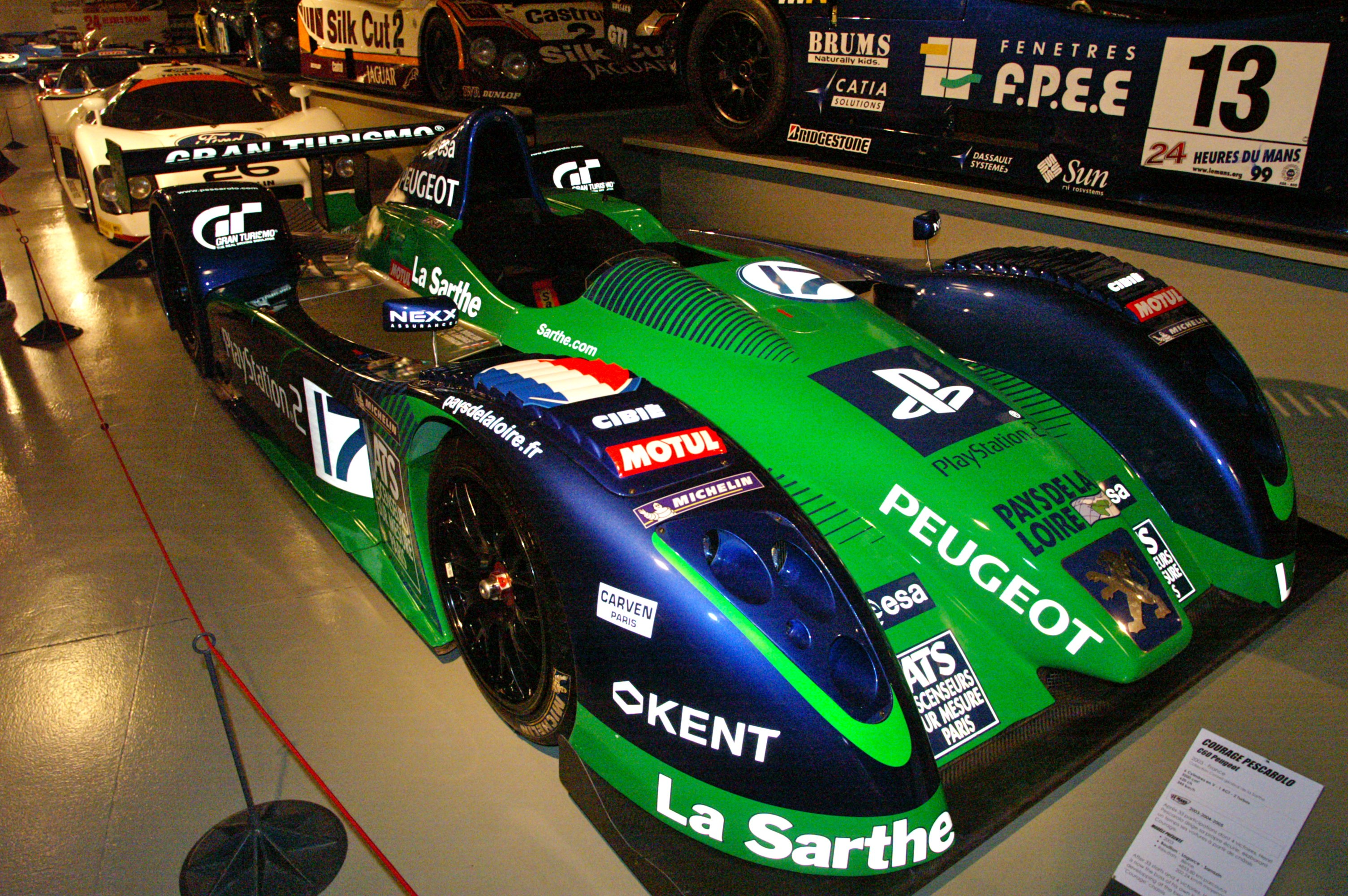
Une Pescarolo C60.

Les plus récentes
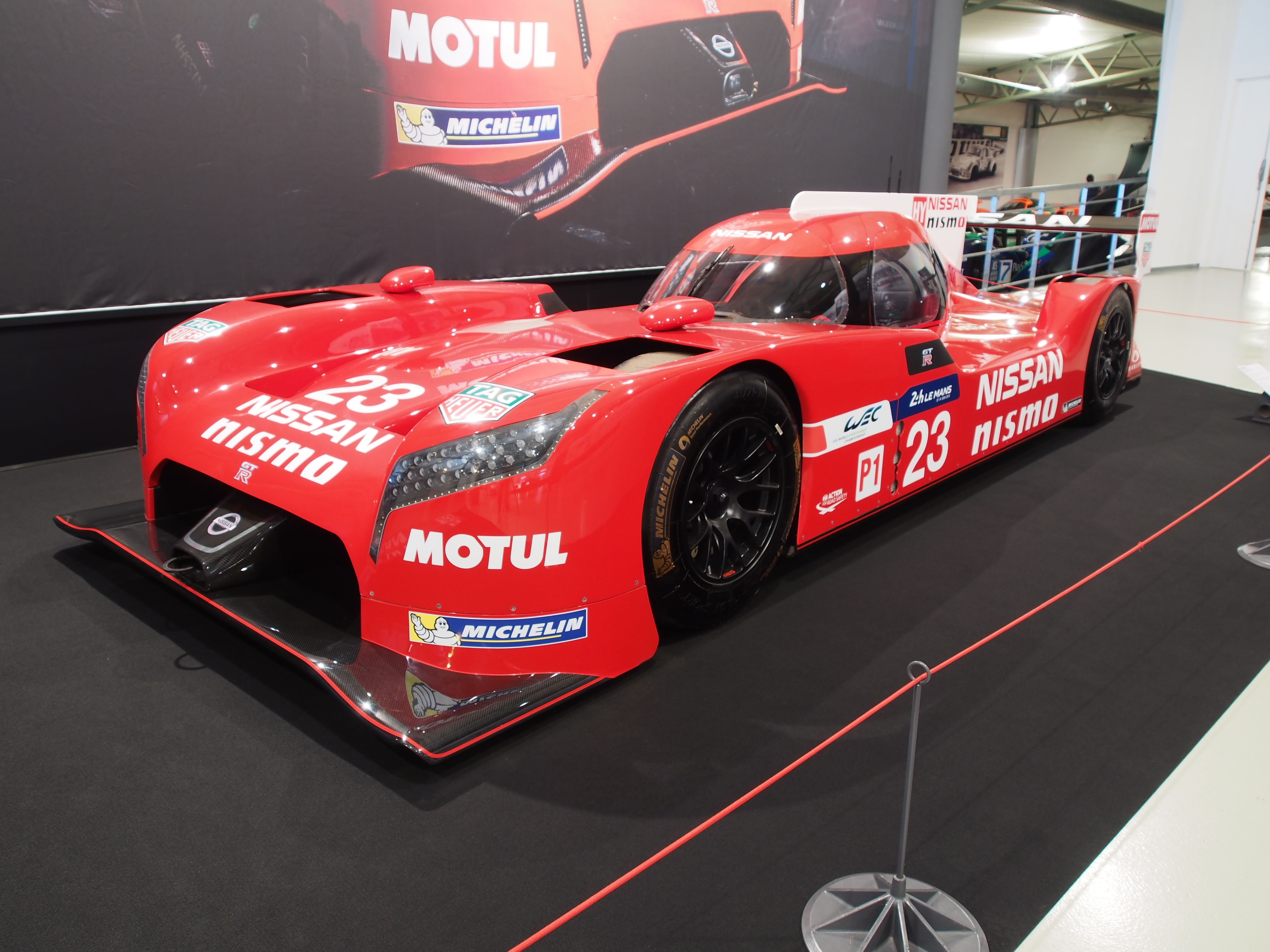
Nissan GT-R LM Nismo V6 3 000 cm3 (2015).
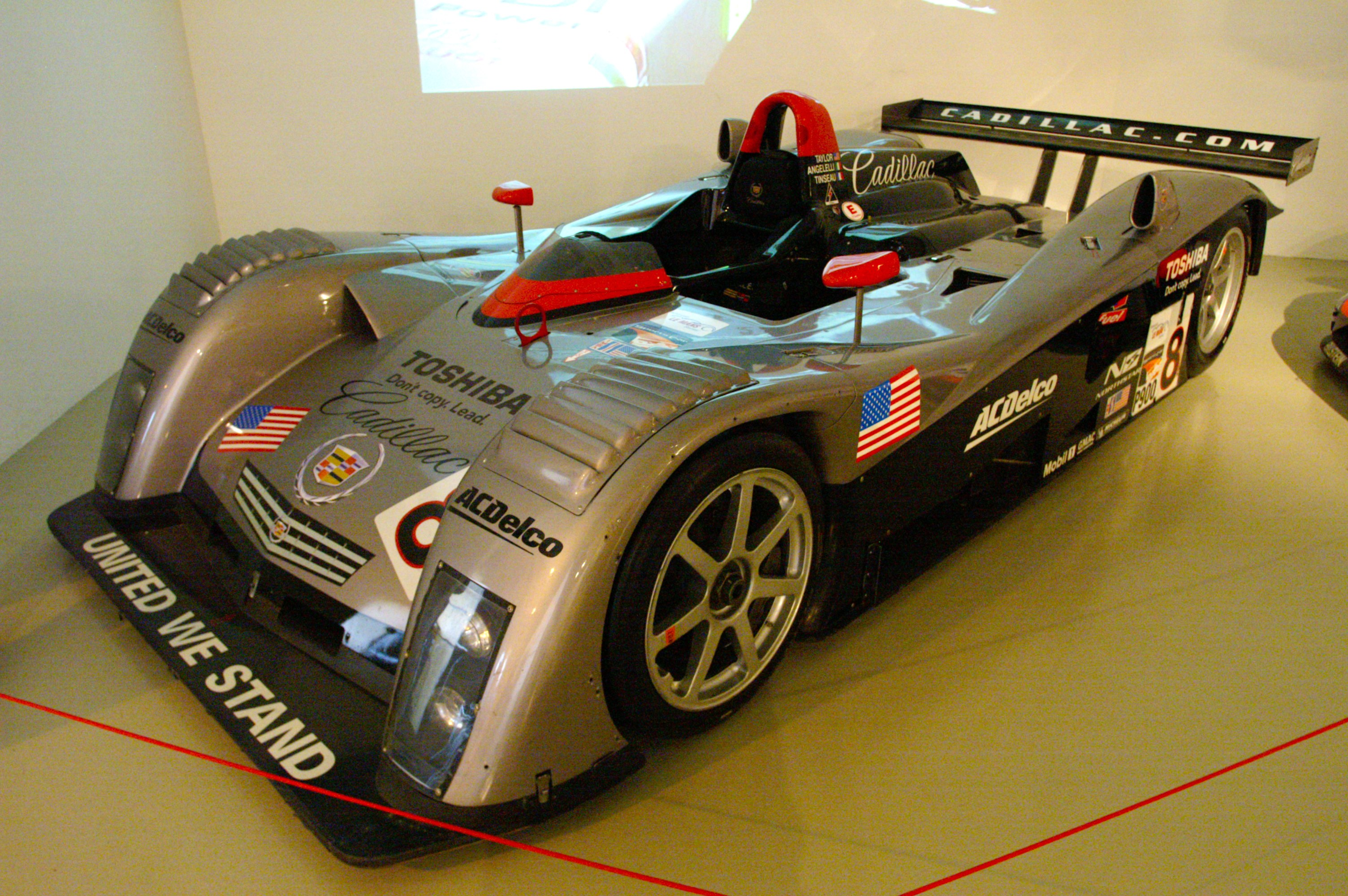
Cadillac Northstar LMP 900.
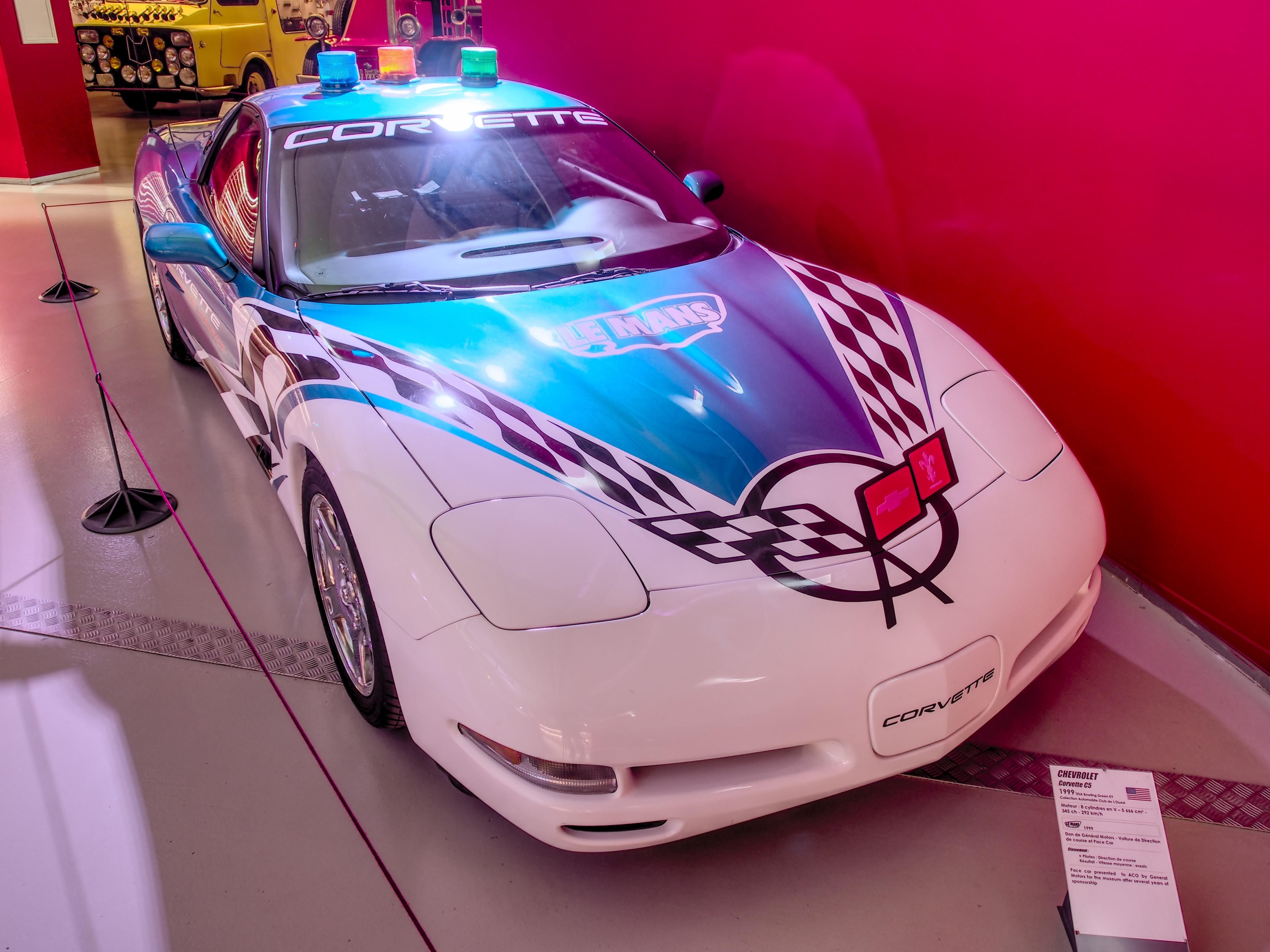
Safety car Chevrolet Corvette C5 V8 de 5 666 cm3 (1999).
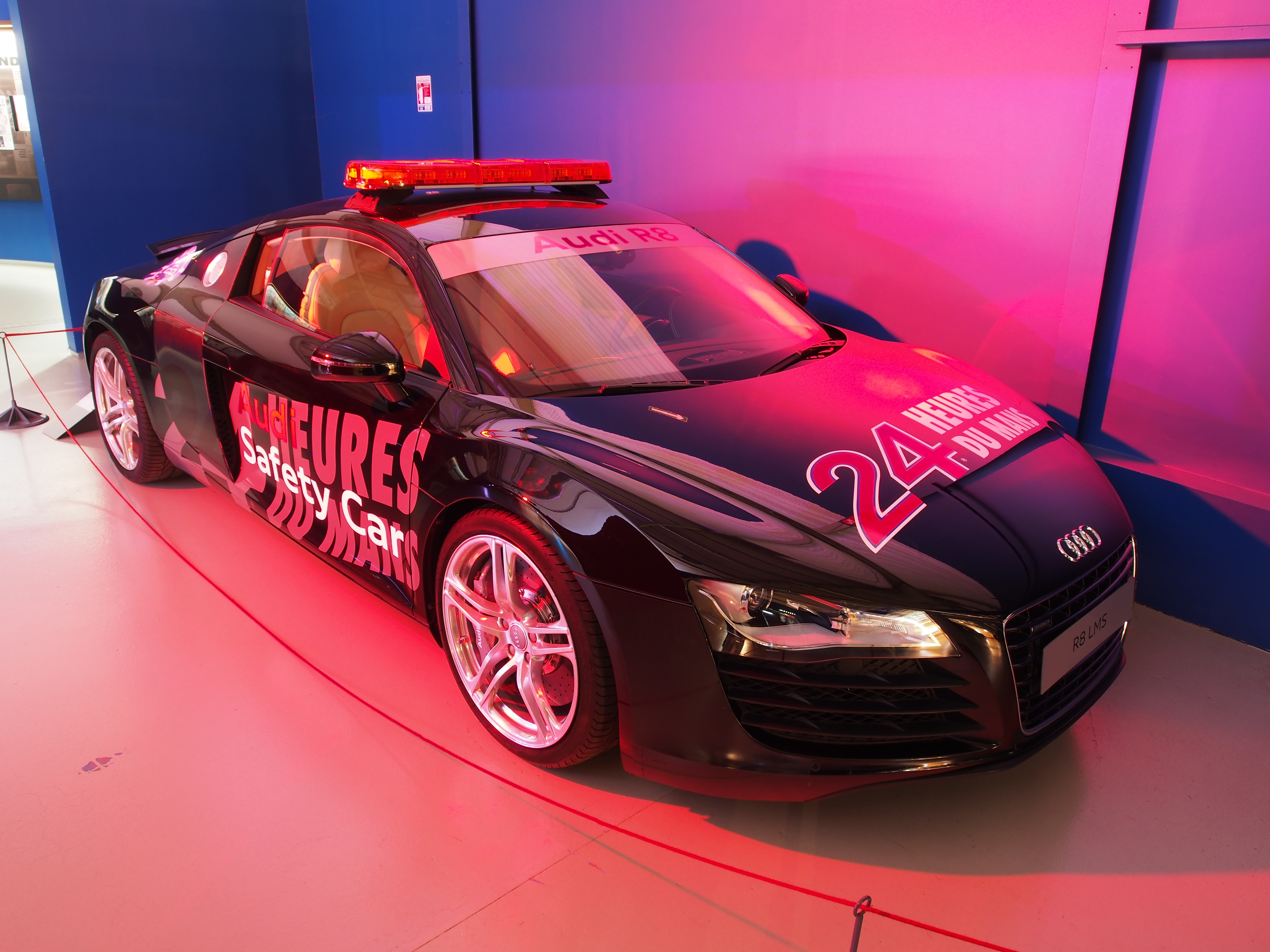
Safety Car Audi R8 des 24 Heures.